# Берджеджи
Берджеджи (итал. Bergeggi) — коммуна в Италии, располагается в регионе Лигурия, в провинции Савона.
Население составляет 1203 человека (2008 г.), плотность населения составляет 349 чел./км². Занимает площадь 3 км². Почтовый индекс — 17042. Телефонный код — 019.
Покровителем коммуны почитается святитель Мартин Турский, празднование 11 ноября.

## Демография
Динамика населения:

## Администрация коммуны
- Официальный сайт: http://www.comune.bergeggi.sv.it/